# Alfonso Abelenda
Alfonso Pedro Abelenda Escudero, conocido como Abelenda (La Coruña, 5 de octubre de 1931-La Coruña, 21 de marzo de 2019), fue un pintor y humorista gráfico español.

## Biografía

### Infancia y juventud: 1931-1954
Nació en la Calle del Socorro de La Coruña el 5 de octubre de 1931, hijo de Pilar Escudero Ferro y Alfonso Abelenda Rodríguez. Desde joven demostró talento para las artes plásticas, su abuelo Saturnino y su madre le alentaron y aconsejaron en sus primeros pasos. Estudió primaria y comenzó el Bachillerato en los Maristas de La Coruña, terminando éste en el Colegio Academia Galicia, donde empezó a conocer el arte contemporáneo de la mano de Miguel González Garcés. Ganó los 110 metros vallas del campeonato júnior de España en 1949. Viajó a Madrid para entrar en la Escuela de Arquitectura después de haber cursado dos años de Exactas en Santiago como preparación para la carrera. Allí, tomó clases de dibujo para preparar el ingreso conociendo además a otros artistas y el entorno artístico del Madrid de los cincuenta, comenzó a colaborar en revistas de humor como Don José y expuso en diversas exposiciones colectivas.

### Primera exposición e inicios: 1954-1960
En 1954 expuso individualmente en la galería Lino Pérez de La Coruña. Viajó a Francia con las ganancias y volvió a exponer en 1955 una colectiva junto a José María Labra, Antonio tenreiro, Lago Rivera, Tomás Pereira y Alejandro G. Pascual, a raíz de la cual pasaron a ser llamados por José Luis Bugallal la "generación de los insurgentes", o "Grupo de Escisión" según Fernando Mon. De vuelta en Madrid complementó sus ingresos con "papeles de reacción" y como caballista en películas como Alejando Magno. Continuó sus estudios en Madrid y en 1956 pasó la prueba de dibujo, al mismo tiempo fue llamado para cumplir el servicio militar y fue destinado a Marruecos. Siguió colaborando para Don José y comenzó a colaborar en "El Día" (diario bilingüe de Tetuán) y "Diario África". Aprovechó sus permisos y rebajes para visitar ciudades cercanas a sus destinos en el Rif como Xauen o Bab Tazza, investigando nuevos paisajes pictóricos. En Tetuán alternó con otros artistas como Dora Bacaicoa, Pío Gómez Nisa o Mohamed Sabah. Tras dos años de servicio militar se licenció y tras una estancia en Cádiz regresó a Galicia, estudió dos años de Ciencias Exactas, que abandonó para dedicarse ya por completo a la plástica. En 1958 realizó un tapiz para una selección de doce artistas españoles contemporáneos para la exposición "Tapices modernos españoles del Ateneo", colaboró en los diseños del Pabellón de España en la feria mundial de Nueva York de 1964.

### Viajes: 1960-1990
Viajó una temporada a Londres, expuso en la Upper Grosvenor Galleries. Entre 1960 y 1970 alternó estancias en París, donde trabajaba para la Expo francesa en Moscú y para Petrus Bride, y en Madrid comenzó a colaborar en La Codorniz, Ya, Semana y otras publicaciones mientras absorbía el ambiente de ambas ciudades. Expuso en Richelieu, trabajó para Bidasoa, en 1967 ganó la "Paleta Agromán" de humor. En 1968 recibió la primera medalla del "II SALÓN NACIONAL DE HUMORISTAS". En 1974 se trasladó a La Coruña, aunque seguía teniendo estudio en Madrid. Comenzó a colaborar con Cambio 16. Viajó a diversos países de América en colaboración con la galería "Arabesque" y la Casa de Galicia, exponiendo en Buenos Aires, México y Caracas. A finales de la década estaba prácticamente concentrado en la pintura, haciendo humor gráfico sólo de forma ocasional.

### Último periodo: 1990-2019
Se estableció en La Coruña, expuso en distintas ciudades. Colaboró ocasionalmente con El Ideal Gallego y La Opinión A Coruña. En 1999 se celebró en el Kiosko Alfonso una exposición retrospectiva sobre su obra. En 2005 ingresó como miembro numerario en la Real Academia Gallega de Bellas Artes.

### Fallecimiento
Falleció el 21 de marzo de 2019 a los 87 años, en La Coruña tras una operación complicada de peritonitis.

## Obra pictórica
Siendo principalmente figurativo, la representación que hizo fue principalmente expresionista. Utilizó todos los recursos de la pintura contemporánea, gustando especialmente del fauvismo y el cubismo sintético, así como la capacidad de los materiales a su alcance para imprimir el ritmo deseado a sus obras. Una característica especial en su obra es la presencia de toques y pinceladas de rojo inesperadas que dinamizan ésta sin alterar el equilibrio de la paleta.
Si bien hay épocas que marcan su estilo, también éste varía en función del tema, la técnica y las necesidades de cada obra.

## Humorismo
Don José, La Codorniz, El día, Diario de África, Carta de España, Ya, Semana, Cambio 16, La Opinión A Coruña.
Publicó "El Abelendario", un libro de humor ilustrado. Publicado por Planeta en 1973 de la colección "La nariz".

## Otras actividades
Miembro del equipo gallego de atletismo junior. "Ala" del Arquitectura de Rugby. Actor de reacción y especialista en diversas películas.